# Suanzes (metropolitana di Madrid)
Suanzes è una stazione della linea 5 della metropolitana di Madrid.
Si trova sotto alla Calle de Alcalá, nei pressi del parco Quinta de los Molinos, nel distretto di San Blas-Canillejas.

## Storia
La stazione fu inaugurata il 18 gennaio 1980 nell'ambito dell'estensione della linea 5 dalla stazione di Ciudad Lineal a quella di Canillejas.

## Accessi
Vestibolo Suanzes
- Alcalá, pares (pari): Calle de Alcalá s/n (semiangolo con Calle de Rufino González 5)
- Alcalá, impares (dispari): Calle de Alcalá 527